# Natalia Kukulska

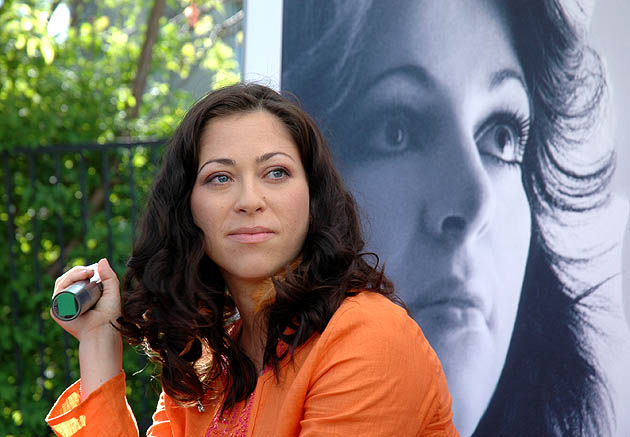
Natalia Kukulska, 2005

Natalia Maria Kukulska (* 3. März 1976 in Warschau) ist eine polnische Pop-Sängerin, Songwriterin und Musikproduzentin.

## Leben und Wirken
Natalia Kukulska ist die Tochter der Schlagersängerin Anna Jantar, die 1980 bei einem Flugzeugabsturz ums Leben kam, und des Komponisten Jarosław Kukulski. Im Alter von sieben Jahren begann sie öffentlich aufzutreten und wurde in den 1980er Jahren zur erfolgreichsten Interpretin von Kinderliedern in Polen. Nach der Karriere in der Kindheit wurde es einige Jahre still um sie. In den 1990er Jahren kam sie mit Popsongs zurück auf die Showbühne.

## Diskografie
Alben
- 1986: Natalia, Polskie Nagrania
- 1987: Bajki Natalki, Polskie Nagrania
- 1991: Najpiękniejsze kolędy, Poker Sound
- 1996: Światło, PolyGram (PL: Gold)[2]
- 1997: Puls, Universal Music Polska (PL: Platin)
- 1999: Autoportret, PolyGram (PL: Gold)

| Jahr | Titel Musiklabel                        | Höchstplatzierung, Gesamtwochen, AuszeichnungChartsChartplatzierungen (Jahr, Titel, Musiklabel, Platzierungen, Wochen, Auszeichnungen, Anmerkungen) | Anmerkungen                                            |
| Jahr | Titel Musiklabel                        | PL | Anmerkungen                                            |
| ---- | --------------------------------------- | --- | ------------------------------------------------------ |
| 2001 | Tobie Universal Music Polska            | PL1 (16 Wo.)PL | Erstveröffentlichung: 21. April 2001                   |
| 2003 | Natalia Kukulska Universal Music Polska | PL5 (3 Wo.)PL | Erstveröffentlichung: 20. Oktober 2003                 |
| 2005 | Po tamtej stronie Sony BMG              | PL4 (13 Wo.)PL | Erstveröffentlichung: 12. Mai 2005                     |
| 2007 | Sexi Flexi Pomaton EMI                  | PL20 (6 Wo.)PL | Erstveröffentlichung: 9. November 2007                 |
| 2010 | CoMix EMI Music Poland                  | PL34 (2 Wo.)PL | Erstveröffentlichung: 18. Mai 2010 mit Michał Dąbrówka |
| 2015 | Ósmy plan Warner Music                  | PL32 (1 Wo.)PL | Erstveröffentlichung: 16. Februar 2015                 |
| 2017 | Halo tu Ziemia Agora                    | PL20 (1 Wo.)PL | Erstveröffentlichung: 29. September 2017               |
| 2020 | Czułe Struny Agora                      | PL4 ×2Doppelplatin · (16 Wo.)PL | Erstveröffentlichung: 28. August 2020                  |
| 2022 | MTV Unplugged                           | PL34 (1 Wo.)PL | Erstveröffentlichung: 10. Mai 2022                     |
| 2024 | Dobrostan                               | PL6 (2 Wo.)PL | Erstveröffentlichung: 15. November 2024                |